# クリスティアン・プレシチ
クリスティアン・プレスチ・メンドーサ（Cristhian Presichi Mendoza , 1980年7月28日 - ）は、メキシコ合衆国バハ・カリフォルニア州メヒカリ出身のプロ野球選手（外野手）。現在は、フリーエージェント（FA）。

## 経歴
1999年、メキシカンリーグのサルティーヨ・サラペメーカーズに入団し、メキシカンリーグ新人の混成チームであるマイナーリーグルーキー級アリゾナリーグのアリゾナリーグ・メキシコでプロデビュー。
2000年もアリゾナリーグ・メキシコでプレー。49試合に出場し、打率.326、9本塁打、34打点、20盗塁の成績を残した。
2001年以降はサルティーヨの中心選手として活躍。
2009年に、第2回WBCメキシコ代表に選ばれた。
2011年5月18日にモンクローバ・スティーラーズへ移籍。
2012年4月20日に交換トレードでタバスコ・キャトルメンへ移籍。
2013年にレイノサ・ブロンコスと契約。113試合に出場して打率.320、14本塁打、67打点、8盗塁という成績だった。
2016年7月14日にアグアスカリエンテス・レイルロードメンにトレード移籍。
2019年6月20日にアグアスカリエンテスを自由契約となり、6月29日にラグナ・ユニオン・コットンファーマーズと契約。11月23日に自由契約となった。 

## 詳細情報

### 代表歴
- 2009 ワールド・ベースボール・クラシック・メキシコ代表